# Мазниченко, Андрей Станиславович
Андрей Станиславович Мазниченко (род. 29 сентября 1966) — советский и украинский легкоатлет, специалист по метанию копья. Выступал за сборные СССР и Украины по лёгкой атлетике в 1980-х — 1990-х годах, чемпион Европы среди юниоров, многократный победитель и призёр первенств всесоюзного значения.

## Биография
Андрей Мазниченко родился 29 сентября 1966 года.
Занимался лёгкой атлетикой в Киеве, выступал за добровольное спортивное общество «Авангард» и Профсоюзы.
Впервые заявил о себе на международном уровне в сезоне 1985 года, когда вошёл в состав советской сборной и выступил на юниорском европейском первенстве в Котбусе, где с результатом 79,92 превзошёл всех соперников в метании копья и завоевал золотую медаль.
В 1986 году выиграл бронзовую медаль на IX летней Спартакиаде народов СССР в Ташкенте, метнув копьё на 75 метров ровно.
В 1989 году на зимнем чемпионате СССР по метаниям в Адлере был четвёртым.
В 1990 году одержал победу на зимнем чемпионате СССР по метаниям в Адлере, установив при этом личный рекорд с копьём нового образца — 82,78 метра, и на Мемориале братьев Знаменских в Москве, где метнул копьё на 82,54 метра.
В 1991 году на зимнем чемпионате СССР по метаниям в Адлере показал результат 83,92 и завоевал бронзовую награду. Будучи студентом, представлял страну на Универсиаде в Шеффилде — с результатом 74,26 занял в метании копья восьмое место.
После распада Советского Союза Мазниченко остался действующим спортсменом и продолжил принимать участие в международных турнирах по лёгкой атлетике в составе украинской национальной сборной. Так, в 1993 году он представлял Украину на Универсиаде в Буффало, где с результатом 73,42 стал шестым. В 1992, 1994 и 1997 годах становился чемпионом Украины в метании копья.
Завершил спортивную карьеру по окончании сезона 1998 года.